# Petteria ramentacea
Genre
Espèce
Petteria ramentacea est une espèce de plantes à fleurs dicotylédones de la famille des Fabaceae, sous-famille des Faboideae, originaire de la région balkanique. C'est l'unique espèce acceptée du genre Petteria (genre monotypique).

## Étymologie
Le nom générique, « Petteria », est un hommage à Franz Petter (1798-1853), botaniste autrichien

## Synonymes
Selon GRIN (25 novembre 2018)  :
- Cytisus ramentaceus Sieber
- Cytisus weldenii Vis.